# Ethniki Odos 30
Die Ethniki Odos 30 (griechisch Εθνική Οδός 30 ‚Nationalstraße 30‘) ist eine 250 km lange Straßenverbindung in Griechenland. Sie verbindet Arta an der Straße EO 5 über Trikala und Karditsa mit der Stadt Volos.

## Verlauf
Die Straße zweigt in Arta [griechisch Άρτα) zunächst nach Osten von der Ethniki Odos 5 ab, quert die Autobahn Aftokinitodromos 5 und wendet sich dann nach Norden und führt bei Melates zum östlichen Ende des Pournari-Stausees. Von dort folgt sie in nordöstlicher Richtung in etwa dem Fluss Sarantaporos über Paleokatouno und Vourgareli nach Athamanio in das Tal des Acheloos (mit teilweise angefangenen, aber nicht vollendeten Staudammprojekten mit dem Mesochora-Stausee und dabei neu trassierter, teilweise im Tunnel verlaufender Straße) und weiter über Mesochora nach Osten über Vadyrrefma und durch das Pindos-Gebirge nach Stournaraiika. Von dort führt sie am Fluss Portaikos (Πορταϊκος) entlang nach Pyli und weiter in das Zentrum von Trikala (Τρίκαλα) am Pinios. Dort trifft sie auf die Straße Ethniki Odos 6 (Europastraße 92), die aber gleich nach Osten Richtung Larisa abbiegt. Die EO 30 setzt sich nach Südosten teilweise parallel zur Autobahn Aftokinitodromos 3 nach Agnantero fort, umgeht Rizovouni und Artesiano und führt nördlich und östlich an Karditsa (Καρδίτσα) vorbei. Von dort führt sie nach Osten über die Autobahn (Anschlussstelle 7) und an Sofades (Σοφάδες) vorbei nach Neo Monastiri, wo sie auf die Ethniki Odos 3 trifft und mit dieser gemeinsam nach Farsala (Φάρσαλα) verläuft. Hier trennt sie sich von der EO 3 und führt generell nach Osten weiter über Ambelia und Paleomylos zur Autobahn Aftokinitodromos 1 (Europastraße 75, Anschlussstelle 59) und weiter über die Ethniki Odos 1 und Mikrothives nach Nea Anchialos (Νέα Αγχίαλος), wo sie auf den Pagasitischen Golf trifft, dessen Nordufer sie, teils in einigem Abstand, bis zu ihrem Ende in Volos (Βόλος) beim Zusammentreffen mit den Straßen Ethniki Odos 6 und Ethniki Odos 34 folgt.